# Мэрроу
Мэрроу (англ. Marrow, настоящее имя — Сара, англ. Sarah) — персонаж комиксов компании Marvel Comics.

## История создания
Мэрроу был создан писателем Джефом Лоэбом и художникои Дэвидом Брюэром и впервые появился в Cable vol. 1 #15 (сентябрь 1994), будучи ребёнком. В X-Men: Prime писатель Скотт Лобделл и художник Джо Мадурейра определили её силы и темперамент.

## Биография персонажа
Полная информация о ранней истории Сары до её вступления в подземное сообщество Морлоков остаётся нераскрытой. Она была маленьким ребёнком, живущим с Морлоками, когда к ним были направлены агенты Мистера Злыдня Мародёры, которые начали резню подземного населения. Хотя Людям Икс удалось остановить Мародёров, десятки мутантов были убиты. Сара была одной из немногих, кто выжил, так как была спасена Гамбитом. На протяжении многих лет туннель Морлоков был заняты ещё раз. Сара попала обратно в туннель, где была воспитана лидером Морлоков Каллисто.
Годы спустя Туннель Морлоков был затоплен мутантом Михаилом Распутиным (братом Колосса), но раньше он телепортировался с избранной группой Морлоков далеко в другое измерение. Сара, взявшая имя Мэрроу (Костный мозг), стала лидером фракции Морлоков, называющих себя Геном нации. Она привела команду на массовое убийство в нью-йоркский клуб, но была остановлена Людьми Икс.
В очередную годовщину вторжения Мародёров Мэрроу столкнулась с Грозой, которая когда-то была лидером Морлоков. Сара угрожала взорвать метро в Нью-Йорке вместе с сотней пассажиров в качестве расплаты за убийство мутантов. Во время битвы Гроза была вынуждена вырвать сердце Мэрроу чтобы остановить бомбу, которая была к нему прикреплена. Полагая, что она умерла, Гроза оставила её в тоннелях, однако Мэрроу выжила, так как имела два функционирующих сердца, как часть своей физиологии мутанта. Через некоторое время Мэрроу вышла на поверхность вместе с Каллисто и имела короткое столкновение с Грозой и её союзником Кабелем.
Во время массированной атаки на мутантов в результате проведения правительственной операции «Нулевая толерантность», Мэрроу и Каллисто были готовы убить анти-мутантского активиста сенатора Роберта Келли, но они были остановлены Человеком-пауком. Через несколько дней после этого, Мэрроу решила отомстить человечеству, напав на отдел полиции. Тем не менее, рядом оказались Человек-лёд и доктор-мутант Сесилия Рейес, сражающиеся с роботами-стражами охотившихся на мутантов. Мэрроу присоединилась к ним в борьбе с лидером операции Нулевая толерантность Бастионом, и остановила его планы. Втроем он вернулись в особняк Людей Икс, и Мэрроу была приглашена чтобы остаться с командой.
Мэрроу осталась полна ненависти по отношению к миру, человечеству и Людям-Икс, которых она называла «прекрасными людьми» в связи с тем, что они являлись мутантами, чья природа не отразилась на их внешенм облике. Её антисоциальное поведение вызвало серьёзные проблемы у Людей Икс. Росомаха взял на себя работу по реабилитации Мэрроу, что вызвало больше боёв чем объяснений. Вскоре после этого было показано, что Мэрроу ведёт двойную жизнь, леча раненую Каллисто в туннелях Морлоков и одновременно живя с Людьми Икс. Она стала близка товарищу по команде Архангелу. В конце концов, Мэрроу стал более мягкой по характеру, пряча свою неуверенность за стеной ненависти и насилия.
После Дня М, когда большинство мутантов Земли были лишены своих сил, Мэрроу, также лишившаяся своих способностей, вернулась к Морлокам, чтобы помочь им в трудную минуту.

## Силы и способности
Скелет Мэрроу обладает повышенной прочностью. Её кости, часто выступающие из её тела, кожи и лица, постоянно растут и способны к регенерации, она может вытащить их из своего тела и использовать в качестве оружия или инструмента. Первоначально, рост костей причинял ей мучительные боли, и, возможно, это повлияло на её характер.
Кроме того, Мэрроу обладает лечебным фактором и повышенной иммунной системой, так как каждый раз, когда кости вырываются из тела, остаются раны, которые вскоре после этого затягиваются. Она также обладает двумя сердцами, чтобы компенсировать её случайный рост костей, поэтому, когда Гроза вырвала одно из них, Мэрроу смогла выжить. Вполне возможно, что вырванное сердце могло отрасти заново благодаря лечебному фактору.

## Альтернативные версии

### Век Апокалипсиса
В этой вселенной Бушман была одной из Морлоков, пойманной Апокалипсисом и ставшей объектом для его экспериментов. После гибели преступника Сара вместе со своими товарищами вернулась домой в канализацию. Спустя некоторое время к ним прибыл Магнето вместе с Людьми Икс  и предложил Морлокам подняться на поверхность. Не доверяя команде мутантов с поверхности, Бушман со своими напарниками вступила в бой с ними, во время которого Магнето был тяжело ранен.

### Земля-983
В этой реальности Люди Икс осудили Гамбита к смертной казни за его участие в Резне мутантов. Мэрроу, состоявшая в Морлоках, взялась убить Гамбита, даже после того как он был прощен остальной командой.

### Ultimate
Во вселенной Ultimate Сара была четырнадцатилетним мутантом с розовыми волосами. Она была убита Злыднем, который принёс её в жертву своему богу Апокалипсису.

### Вторжение Скруллов (Земля-5692)
В этой вселенной Сара была захвачена Скруллами и отправлена на арену сражений, где противостояла Ноктюрн (Nocturne) и была побеждена. После того, как вестник Галактуса Терракс прибыл на Землю, он вызвал отключение электроэнергии, которое освободило Мэрроу и многих других героев из мест лишения свободы. Позже Терракс был убит, а Галактус покинул планету, Мэрроу, наряду со многими другими героями, начали восстанавливать свой мир после столетнего рабства у Скруллов.

### Ксавье победил Скруллов-Мутантов (Земля-32098)
Когда Апокалипсис использовал силу двенадцами для запуска Людей Икс через ряд альтернативных Земель, на одном из таких миров Мэрроу была замужем за Гамбитом после того, как Шельма покинула Землю. У них было большое количество детей и ожидалось три внука.

### Дом М
Во время событи House of M Сара была членом Красной гвардии (Red Guard), пытавшейся положить конец правлению Капюшона (Hood) в Санто Рико. Во время нападения Бушман уничтожила Песочного человека, но позже была убита Капюшоном.

### Век Икс
Сара была одной из заключённых мутантов, организовавших восстание в тюрьме. Прибывший на место Призрачный Гонщик с помощью своей цепи начал душить Бушман. Однако Сара была спасена Джонотоном Старсмором, известным как Котёл, который убил Духа Возмездия и помог героям сбежать.

## На других носителях

### Телевидение
- В мультсериале Росомаха и Люди Икс (2008—2009) Мэрроу, озвученная Тарой Стронг, появлялась в будущем как член команды, возглавляемой Бишопом. Изначально показывает своё неодобрение к Профессору Икс. Имеет дружбу с переделанным роботом-стражем по имени Ровер. Покидает команду, затем возвращается к ней в финальной битве.

### Компьютерные игры
- Мэрроу является играбельным персонажем в «Marvel vs. Capcom 2: New Age of Heroes», а также появляется в «Ultimate Marvel vs. Capcom 3»
- Мэрроу, озвученная Нэнси Линари, участвует в игре «X-Men Legends», является боссом и возглавляет Морлоков и Ген нации.

### Кино
- Мэрроу в качестве камео появляется в кинофильме "Дэдпул" (2016)